# مايك هامبتون
مايك هامبتون (بالإنجليزية: Mike Hampton)‏ هو لاعب كرة قاعدة أمريكي، ولد في 9 سبتمبر 1972 في بروكسفيل في الولايات المتحدة.

## وصلات خارجية
- مايك هامبتون على موقع دوري كرة القاعدة الرئيسي (الإنجليزية)
- مايك هامبتون على موقعبيزبول رفرنس.كوم (الدوري الرئيسي) (الإنجليزية)
- مايك هامبتون على موقعبيزبول رفرنس.كوم (الدوري الثانوي) (الإنجليزية)
- مايك هامبتون على موقع إي إس بي إن.كوم (أم.أل.بي) (الإنجليزية)
- مايك هامبتون على موقع مشجعي الرسوم البيانية (الإنجليزية)